# Medal „Za bohaterstwo”
Medal „Za bohaterstwo” (słow. Vyznamenanie „Za hrdinstvo”) – słowackie odznaczenie wojenne.

## Historia
Odznaczenie zostało ustanowione dekretem rządu Republiki Słowackiej nr 95/1939 z dnia 11 września 1939 roku, dla wyróżnienia żołnierzy, którzy wykazali się męstwem i dokonali czynów bohaterskich w czasie walk o samostanowienie Słowacji. W późniejszym okresie trzykrotnie nowelizowano ten dekret, zwiększając liczbę żołnierzy uprawnionych do wyróżnienia tą nagrodą. Obejmowała także ona wszystkich żołnierzy, którzy brali udział w działaniach bojowych armii słowackiej, jak również cudzoziemców współdziałających z oddziałami słowackimi. W ostatniej nowelizacji (dekret nr 220/42 z 1942 roku) wprowadzono jeszcze jedną zmianę, która wprowadziła nadanie tego odznaczenia za wkład w działania zbrojne, zostało one specjalnie oznaczone jako odznaczenie za zasługi.
Odznaczenie miało trzy klasy.

## Zasady nadawania
Odznaczenie według pierwszego dekretu było nadawane oficerom i żołnierzom armii słowackiej, którzy dokonali bohaterskich czynów w czasie walk o ustanowienie i obronę granic Słowacji. W późniejszych nowelizacjach uzyskanie tego odznaczenia możliwe było także za czyny bohaterskie dokonane w czasie działań bojowych armii słowackiej na terenie Polski i Związku Radzieckiego. W ostatniej nowelizacji przyjęto również, że można było wyróżnić tym odznaczeniem inne osoby, które swoim działaniem wspomagały działania bojowe, choć nie wyróżniły się pojedynczym czynem bohaterskim. Odznaczenie to było nazywane medalem za zasługi.
Medal w każdej klasie mógł być nadany tylko raz. Aby otrzymać medal wyższej klasy, trzeba było być już wyróżnionym medalem klasy niższej. W wyjątkowych przypadkach można było odznaczyć osobę medalem wyższej klasy, lecz wtedy było to jednoznaczne z otrzymaniem także medalu klasy niższej.

## Opis odznaki
Odznaką odznaczenia jest krążek wykonana ze brązu o średnicy 36 mm. Odznaka I klasy jest pozłacana, II klasy – posrebrzana, III klasa jest w kolorze brązu.
Na awersie odznaki znajduje się rysunek przedstawiający orła walczącego z wężem. Na rewersie natomiast znajdują się dwie gałązki oliwne przewiązane szarfą. Pomiędzy nimi w górnej części znajduje się herb Słowacji. Odznaka została zaprojektowana przez rzeźbiarza Fráňo Štefunko.
Odznaka odznaczenia był zawieszona na prostokątnej wstążce orderowej o długości 50 mm i szerokości 35 mm, przy czym wstążki poszczególnych klas różniły się kolorem. Medal klasy I był zawieszony na wstążce koloru czerwonego, z białym paskiem o szer. 8 mm w środku i niebieskim paskiem o szer. 2 mm w środku białego pasku. Medal klasy II miał wstążkę koloru niebieskiego i analogiczne pośrodku paski biały i czerwony, wstążka klasy III była koloru żółtego z białymi i zielonymi paskami pośrodku. Dodatkowo dla medali nadane za zasługi na wstążce orderowej umieszczano okucie w postaci emaliowanego w barwy flagi słowackiej krążka z umieszczonym na nim w środku krzyżem patriarchalnym, koloru białego lub wykonaną z brązu zawieszkę w postaci wieńca laurowego przewiązanego szarfą, na której był napis w języku słowackim ZA ZÁSLUHY (pol. Za zasługi).